# Danièle Denie
Danièle Denie est une actrice belge, née le 2 juin 1939 à Ostende dans la Région flamande.

## Biographie

### Jeunesse et formations
Danièle Denie naît en juin 1939 à Ostende, dans la province de Flandre-Occidentale de la Région flamande.
En 1953, elle s'inscrit à l'académie d'Anderlecht pour suivre les cours d'art dramatique, avant de partir, en 1955, pour les cours du soir avec la comédienne et enseignante Tania Balachova à Paris et, en 1957, à l'Institut des arts de diffusion à Schaerbeek avec l'acteur et enseignant Julien Bertheau pendant un an.

### Carrière
En 1954, à 15 ans, Danièle Denie apparaît dans un petit rôle pour la première fois à la télévision belge : L'Huitre et la Perle, pièce de William Saroyan mise en scène par Roger Iglesis pour la Radiodiffusion-télévision française. Ainsi elle continue le théâtre, tel que Un otage de Brendan Behan, Antigone de Jean Anouilh, Poussière pourpre de Seán O'Casey, Troïlus et Cressida de William Shakespeare… pendant dix ans.
Dans les années 1960, Jean Delire l'appelle pour un petit rôle dans la série d'émission Vacances et loisirs d'autrefois sur la Belgique dans les années 1900.
En 1966, elle fait la revenante dans l'épisode L'homme qui osa de Jean Delire, de la série Les Contes fantastiques.
En 1969, Jean Delire l'engage dans son film Plus jamais seuls ?, aux côtés de Roger Hanin, inspiré des expériences vécues du couple où Danièle Denie était enceinte de lui.
En 1972, elle interprète Laure Dumont dans la mini-série L'Inconnue du vol 141 réalisée par Louis Grospierre, dont Jean Delire était assistant pour son film Bruno, l'enfant du dimanche (1969).
En 1983, elle apparaît dans Mortelle randonnée de Claude Miller.
En 2000, elle joue la mère homophobe de Laurent (interprété par Cyrille Thouvenin) dans Juste une question d'amour de Christian Faure, premier téléfilm sur le thème de l'homosexualité à la télévision.
En 2002, elle retrouve Christian Faure pour le rôle d'Adrienne de Montalembert dans le téléfilm La mort est rousse.

### Vie privée
Dans les années 1960, Danièle Denie est mariée au réalisateur Jean Delire, avec qui elle a une enfant Catherine (née en 1968),.

## Filmographie (sélective)

### Cinéma

#### Longs métrages
- 1969 : Plus jamais seuls ? de Jean Delire : Danielle
- 1983 : Mortelle randonnée de Claude Miller
- 1983 : Lock de Maxime Debest : Danièle
- 1986 : The Secrets of Love de Harry Kümel : Jeanne
- 1998 : Pure Fiction de Marian Handwerker
- 2004 : Le Grand Rôle de Steve Suissa : Mme Silberman
- 2014 : Le Dernier Diamant d'Éric Barbier : Blanche de Courcy
- 2014 : Tous les chats sont gris de Savina Dellicour : la mère de Christine
- 2016 : Le Cœur en braille de Michel Boujenah : Marlène

#### Courts métrages
- 1967 : Le Violon de Crémone de Jacques Kupissonoff
- 1968 : La princesse vous demande de Jean Delire
- 1974 : Les Aventures de Bernadette Soubirous de David McNeil
- 1993 : Je suis une égoïste de Denis Delcampe, Fanny Roy et Caroline Vatan
- 1995 : Arn et Lena de Denis Delcampe
- 1996 : À la folie de Luc Boland
- 2002 : Aveugle de Jean-Marc Vervoort : la bonne
- 2011 : L'Appel de Cécile Mavet

### Télévision

#### Téléfilms
- 1962 : Mimo Bus de[Qui ?]
- 1970 : Le Mannequin assassiné de Jean-Louis Colmant : Laure
- 1978 : Une petite femme aux yeux bleus de Teff Erhat : Marie-Madeleine Dreux d'Aubray
- 1997 : Mon amour de Pierre Joassin : Mme Manessier
- 1998 : À nous deux la vie d'Alain Nahum : Madame de Beaudoin[7]
- 1999 : Une sirène dans la nuit de Luc Boland : Nanou
- 1999 : Les Enfants du jour de Harry Cleven : la dame de l'association
- 2000 : Juste une question d'amour de Christian Faure : Jeanne
- 2001 : Nadia Coupeau, dite Nana d'Édouard Molinaro : la voisine Nana
- 2002 : La mort est rousse de Christian Faure : Adrienne de Montalembert
- 2011 : Faux Coupable de Didier Le Pêcheur : Catherine Varini
- 2012 : Paradis amers de Christian Faure : Mamie Denise

#### Séries télévisées
- 1966 : Les Contes fantastiques : la présence (épisode L'homme qui osa)
- 1972 : L'Inconnue du vol 141 : Laure Dumont (30 épisodes)
- 1987 : Série rose : Jeanne (saison 2, épisode 11 : La Serre)
- 2001 : L'Instit : Catherine (saison 7, épisode 36 Le Prix du mensonge)
- 2018 : Souviens-toi : Rose Franckwiller

## Théâtre (sélectif)
- 1963 : L'Intruse de Maurice Maeterlinck, mise en scène par Henri Chanal
- 1963 : Les Aveugles de Maurice Maeterlinck, mise en scène par Henri Chanal
- 1966 : Antigone de Jean Anouilh, mise en scène par Claude Étienne
- 1972 : Cher Antoine ou l'Amour raté de Jean Anouilh, mise en scène par José Jolet
- 1976 : Dolla Monna ou l'École des patrons de Michel Huisman, mise en scène par Toni Cecchinato
- 1987 : Coriolan de William Shakespeare, mise en scène par Jean-Claude Drouot
- 2002 : Un mari idéal d'Oscar Wilde, mise en scène par Michel Kacenelenbogencorrec